# Donald Maclean (Geheimagent)

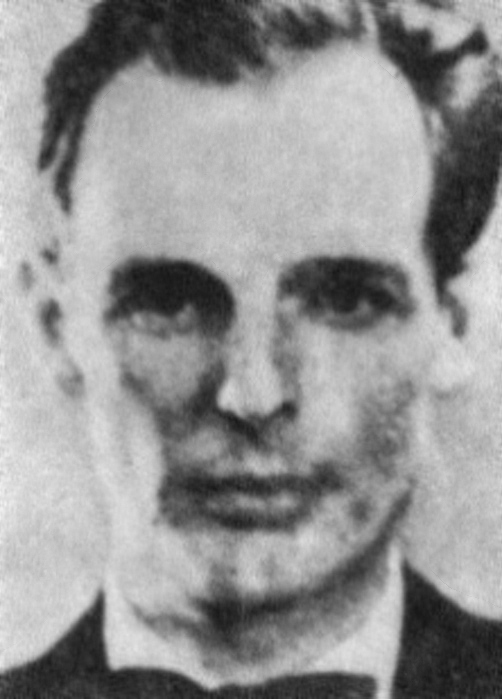
Donald Maclean

Donald Duart Maclean junior (* 25. Mai 1913 in Marylebone, London; † 11. März 1983 in Moskau) war ein britischer Geheimagent des MI5, der während des Zweiten Weltkriegs zusammen mit vier anderen, die unter dem Namen Cambridge Five bekannt wurden, für die Sowjetunion spionierte.
Maclean wurde als Sohn des liberalen Politikers Sir Donald Maclean senior (1864–1932) geboren und besuchte die Gresham’s School in Norfolk. Danach studierte er moderne Fremdsprachen am Trinity Hall und lernte dabei die Übrigen der Cambridge Five kennen.
1934 begann er für das Foreign Office zu arbeiten. Während seiner Tätigkeit an der Britischen Botschaft in Paris heiratete er 1940 Melinda Marling. Nach seiner Versetzung an die Britische Botschaft in Washington, D.C. bekam er Zugang zu Details des Manhattan-Projekt, wurde sogar schließlich Sekretär des angloamerikanischen politischen Komitees zur Nuklearentwicklung. Als die Belastung seines Doppellebens zunahm, begann er heftig zu trinken und wurde zum Alkoholiker. 1941 identifizierte ihn der sowjetische Überläufer Walter Germanowitsch Kriwitzki.
Versetzt an die Britische Botschaft in Kairo 1948, wurde er an der dortigen Botschaft zum Konsularchef. Aufgrund einer Trunkenheitsepisode wurde er nach London zurückgeschickt, um sich von einem „nervlichen Zusammenbruch“ zu erholen. 1950 wurde er zum Leiter der Amerikaabteilung des Foreign Office berufen. Hier hatte er Zugang zu Informationen des Nuklearentwicklungsprogramms der Geheimhaltungsstufe „top secret“.
Ein Jahr später warnte ihn Kim Philby, dass er unter Verdacht stehe und ziemlich wahrscheinlich enttarnt werde. Zusammen mit Guy Burgess setzte Maclean sich am 25. Mai 1951 in die Sowjetunion ab, wo sie erst fünf Jahre später in Moskau wieder auftauchten und sich am 11. Februar 1956 mit einem Dossier, in dem sie beteuerten, niemals als sowjetische Agenten gearbeitet zu haben, an westliche Journalisten wandten. In der Sowjetunion brachte er es zum Rang eines Obersts im KGB mit einer Wohnung in Moskau und einer Datsche außerhalb der Stadt. 1983 starb er in Moskau an einem Herzinfarkt und wurde eingeäschert. Seine Urne wurde später nach England gebracht.